# 多田文昌
多田 文昌(ただ ふみあき、1964年1月31日 - ）は、兵庫県丹波市出身、美術家、篆刻家、art brutの画家。

## 経歴
1964年生まれ。
東京と京都に在住。
5歳の時、目の前で父親が事故死したことで世の中が嫌になり10歳まで絵を描くことで現実から逃避する。
10歳から10年間考古学三昧の日々。18歳より写真を始める。
25歳から古典だけを頼りに篆刻を独学。以降7冊の篆刻関連書籍を出版。終始、会派に属さず単独で活動。
1990年(26歳)犬塚博英の事務所に間借りし、広告写真家として独立。
1991年11月『流行通信』安藤昇のポートレートを撮影した折、占の才能を認められ占師として九門社設立に参加。有限会社九門社取締役に就任。『週刊大衆』連載エッセイ「ファッショナブル渡世」平成4年４月13日号に詳細。
1994年～2000年『小学館Oggi』『天蓋十二宮占術』連載。他雑誌、企業PR誌等執筆多数。
後に、安藤昇の書作品集『男讃歌』(2014年4月25日木耳社ISBN 9784839391867)落款20顆多田文昌刻、ポートレートも撮影。
著書『音の結晶　多田文昌文様集』木耳社で共感覚者であることを明かしている。

## 著書
- 『ハンコで遊ぼう！』芸術新聞社 ISBN 4875862555
- 『30分でできる！ 石のハンコ講座』ビジョン企画出版社 ISBN 4938249936
- 『多田文昌の石のハンコで作るオリジナル雑貨』木耳社 ISBN 4839358281
- 『石のハンコ実例百科』木耳社 ISBN 4839368139
- 『古今東西 吉祥の印 』木耳社 ISBN 4839369054
- 『音の結晶 多田文昌文様集』木耳社 ISBN 978-4-8393-5928-7
- 『多田文昌 石のハンコ教室』木耳社 ISBN 978-4-8393-6952-1
- 『篆刻を読み解く実践理論』木耳社 ISBN 978-4-8393-2970-9

## 講座
- ヴォーグ学園（東京、心斎橋、名古屋）
- NHK文化センター（青山、横浜ランドマーク、さいたまアリーナ、千葉、東陽町、町田、高崎、光が丘、八王子、京都、神戸、梅田、西宮）
- 朝日カルチャーセンター（新宿、横浜、湘南、千葉、中之島、京都、千里、芦屋、川西）
- 産経学園（吉祥寺、梅田、なんば）
- 東急BE渋谷
- 目黒学園
- 東武カルチュア
- 毎日文化センター大阪

## 主な仕事
パッケージ
コカ・コーラ茶流彩彩シリーズ 墨象ベースパターン8種（爽健美茶、烏龍茶、煎茶、麦茶、杜仲茶、リラク茶、マテ茶、ゴーヤ茶）
駅貼り3連ポスター・車内吊広告
東急百貨店（写真）
新聞全面広告
銀座松屋（版画）
カタログ
東京全日空ホテル（版画）

沖データ「久保田一竹」写真家「藤井秀樹」との共作（篆刻）

松岡正剛「ISIS編集学校」（篆刻）
ロゴマーク・ロゴタイプ
（株）高田賢三（篆刻）
落款
高円宮憲仁親王
『俤― 高円宮殿下の想い出』（里文出版、2005年）表紙に掲載 ISBN 4-89806-243-1

犬塚博英

安藤昇

向谷匡史

藤井秀樹

藤井フミヤ

中津川昌弘
ポストカード
ユニセフ2000年　年賀状（版画）
映画タイトル文字
『けものがれ、俺らの猿と』（石刻文字）
装幀・挿画
新潮社　佐伯一麦著『少年詩編』（版画約180点）
中央公論新社　宮城谷昌光『縦横無尽の人間力』ISBN 978-4-12-005529-4（手描文様）
雑誌表紙
Caz（レリーフ作品）
占連載
小学館『Oggi』1994〜2000年（執筆＋版画＋写真）
TV出演
NHK『おしゃれ工房』（2002年10月15日、NHK教育）
　  NHK『おしゃれ工房』（2005年1月17日、NHK教育）
個展
英国「Museum of East Asian Art, Bath」
他　24回
雑誌（挿画・写真・書・執筆など）
『墨』『FRaU』『Oggi』『Caz』『STORY』 『ミセス』『婦人公論』『美しいキモノ』『ぴあ』『流行通信』『コレカラ』『パズラー』『MISTY』『なごみ』